# Berengar
Berengar ist ein männlicher althochdeutscher Vorname.

## Herkunft und Bedeutung
Der Name stammt aus dem Althochdeutschen (bero = „der Bär“; ger = „der Speer“) und bedeutet „Bärenkämpfer“.

## Gedenktag
29. Oktober, Berengar von Vornbach

## Varianten
männlich:
- Berengar, Berengarius (lat.), Beringer, Bernger

weiblich:
- Berengaria, Bérengère (frz.), Berenguela

## Bekannte Namensträger

### Berengar
- Berengar I. (840/845–924), Kaiser, König von Italien
- Berengar II. (um 900–966), König von Italien, Markgraf von Ivrea
- Berengar von Bayeux, Herr (oder Graf) von Bayeux
- Berengar von Barcelona (um 1140–1212), Bischof von Lleida, Erzbischof von Narbonne
- Berengar (Ebrach) († 1276), Abt von Ebrach
- Berengar Elsner von Gronow (Politiker, 1903) (1903–1981), deutscher Politiker (NSDAP), Bürgermeister von Swinemünde
- Berengar Elsner von Gronow (Politiker, 1978) (* 1978), deutscher Politiker (AfD), MdB
- Berengar (Hessengau) (* um 836, † nach 879), Graf im Hessengau
- Berengar (Lommagau) († nach 933), Graf vom Lommagau (Namur)
- Berengar von Lüttich († 1116), Benediktiner, Abt in Lüttich
- Berengar (Namur) († nach 924), Graf im Lommegau und Maifeld
- Berengar von Passau († 1045), deutscher Geistlicher, Bischof von Passau
- Berengar Pfahl (1946–2015), deutscher Regisseur
- Berengar von Poitiers (* um 1120), französischer Autor
- Berengar I. von Sulzbach (vor 1080–1125), Graf von Sulzbach
- Berengar II. von Sulzbach († 1167), Graf von Sulzbach
- Berengar von Toulouse (800–837), Graf von Toulouse, Herzog von Septimanien, Graf von Barcelona
- Berengar von Tours († 1088), französischer Theologe
- Berengar (Venosa) († 1096), Abt von Santissima Trinità di Venosa, ab 1094 Bischof von Venosa
- Berengar von Verdun († nach 965), Bischof von Verdun
- Berengar von Vornbach († 1108), deutscher Geistlicher, Abt von Vornbach

### Bernger
- Bernger von Horheim,  Minnesänger des späten 12. Jahrhunderts

## Bekannte Namensträgerinnen

### Berengaria
- Berengaria von León (1204–1237)
- Berengaria von Navarra (* zwischen 1165 und 1170; † 1230), als Ehegattin König Richards I. von 1191 bis 1199 Königin von England
- Berengaria von Portugal (1194–1221), durch Heirat Königin von Dänemark

### Bérengère
- Bérangère Abba (* 1976), französische Umweltpolitikerin
- Bérengère de Lagatinerie (1968–1991), französische Schauspielerin
- Bérengère Poletti (* 1959), französische Politikerin
- Bérengère Schuh (* 1984), französische Bogenschützin

### Berenguela
- Berenguela von Barcelona (1108–1149), Gattin König Alfons’ VII. Kastilien-Léon
- Berenguela von Kastilien (1180–1246), kurzzeitig Königin von Kastilien
- Berenguela (1228–1288/89), Tochter König Ferdinands III. von Kastilien-Léon, Señora des Zisterzienserinnenklosters Las Huelgas in Burgos